# Твърдотелен лазер
Твърдотелният лазер (лазерът с твърдо тяло) е лазер, използващ усилваща среда, която е твърда, а не течна като например при лазерите с разтвори на органични багрила, или газова, както в газовите лазери. Лазерите на основата на полупроводници са също с твърдо тяло, но по принцип биват считани за отделен клас твърдотелни лазери (напр. лазерен диод). Обикновено активната среда на твърдотелните лазери се състои от стъкло или материал за кристален „субстрат“, към който е добавен „легиращ примес“ като неодим, хром, ербий или итербий. Много от обикновените легиращи примеси са редкоземни елементи, тъй като възбудените състояния на такива йони не са свързани с топлинното трептене на техните кристални решетки, а техните прагове на лазерна генерация могат да бъдат достигнати при относително ниски степени на напомпване на лазера.